# الدوري السويدي الدرجة الثانية 1945–46
الدوري السويدي الدرجة الثانية 1945–46 (بالسويدية: Division II i fotboll 1945/1946)‏ هو موسم من الدوري السويدي الدرجة الثانية. فاز فيه Surahammars IF ‏.